# St-Hilarian de Perse (Espalion)

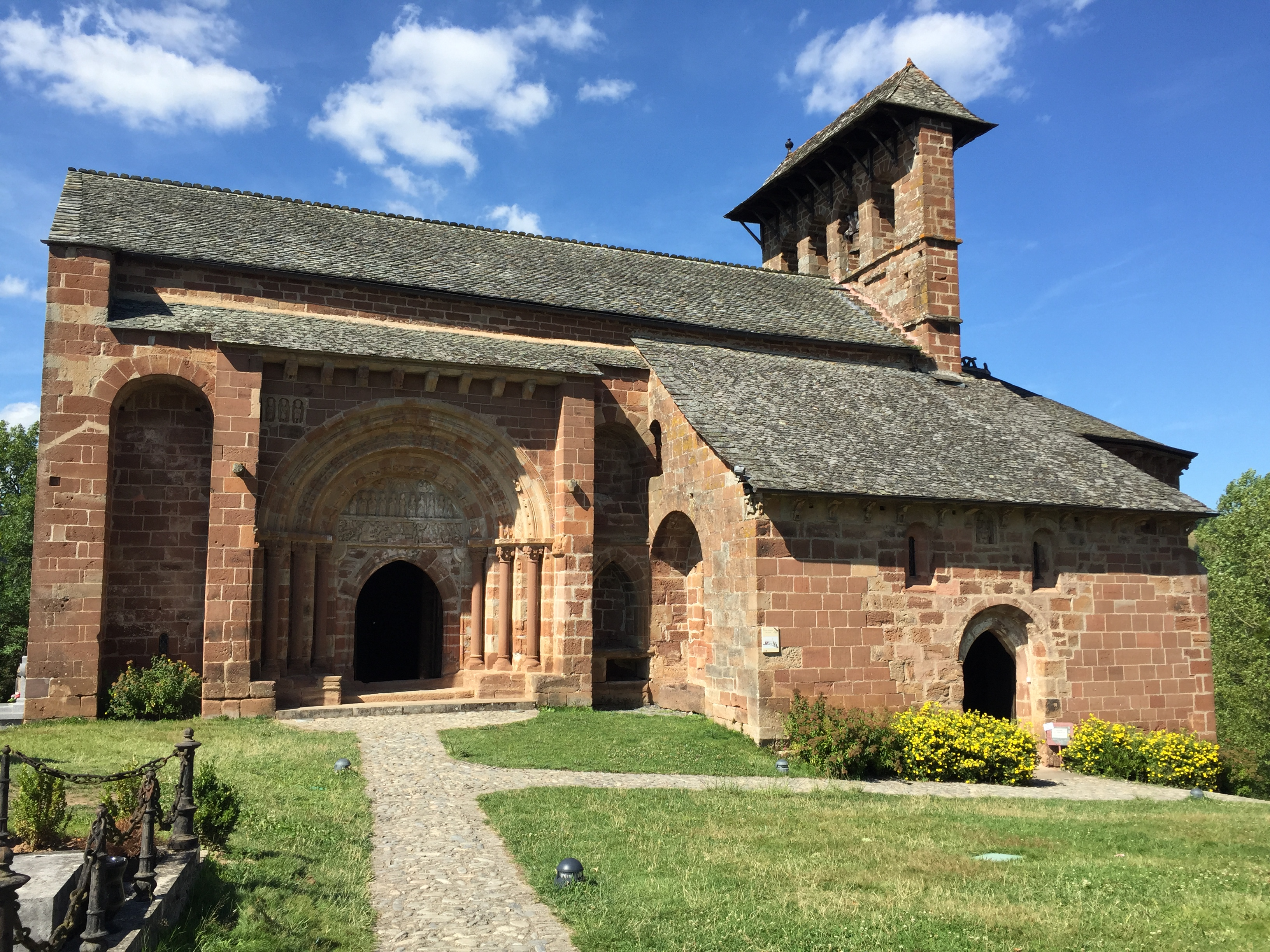
Kirche St-Hilarian de Perse am Ortsrand von Espalion aus dem 11/12. Jahrhundert

Die römisch-katholische ehemalige Prioratskirche St-Hilarian de Perse oder auch Chapelle de Perse ist ein Kirchengebäude im Südosten der französischen Gemeinde Espalion am Jakobsweg (via Podiensis) im Nordosten des Départements Aveyron in der Region Okzitanien. Sie ist seit 1862 als Monument historique klassifiziert.

## Geschichte
Im Jahr 1060 schenkten Hugues II. de Calmont, der lokale Grundherr, der im Schloss von Calmont d’Olt saß, zusammen mit seiner Gattin Fides und sein Sohn Bégon das Priorat von Perse der Benediktinerabtei von Conques, wie es dessen Kopialbuch erwähnt. Diese Charta besagt, dass Perse ein Allod war und erwähnt die bereits bestehende Kirche, das Lehen des Presbyteriums und den Zehnten. Die Kirche stand zu jener Zeit unter dem Patrozinium des hl. Hilarian, eines Märtyrers, der um 760 bei Saint-Côme-d’Olt geboren und am 15. Juni 793 von Sarazenen als Priester von Perse enthauptet wurde. Das Patrozinium der hl. Fides von Agen tritt erst nach der Schenkung des Priorats an die Abtei Sainte-Foy de Conques hinzu.
Es existieren wenige Dokumente bezüglich der Chapelle de Perse. 1312 muss der damalige Abt von Conques das Priorat von Perse mit dem von Campagnac vereinigen, um den Unterhalt der fünf Mönche zu sichern, die dort lebten. Doch ein Jahrhundert später waren es nur noch zwei Ordensbrüder.
St-Hilarian de Perse diente den Bewohnern von Espalion als Pfarrkirche. In der Charta von 1060 wird beschrieben, dass sie in burgo vetulo de Persia (in der alten Siedlung von Perse) lag. Es muss also schon eine neue Siedlung existiert haben. Zu dieser Zeit existierte auch eine Kirche unter dem Patrozinium Sankt Salvator. 1472 unternahm die Einwohner von Espalion den Neubau einer Kirche im Stadtkern, die zu Ehren von Johannes dem Täufer geweiht wurde. Sie wurde an Stelle des Armenhospizes erbaut, wobei die Steine aus dem Abriss der Salvator-Kirche verwendet wurden.
1524 ließ der Bischof von Rodez, François d’Estaing, das Grab des hl. Hilarian öffnen und fuhr mit der Translation seiner Reliquien fort. 1537 werden sowohl die Abtei von Conques als auch das Priorat von Perse säkularisiert. 1543 müssen die Bauten repariert werden. 1546 können die Räumlichkeiten nicht mehr von Mönchen genutzt werden. 1664 werden die Gebäude schließlich für abbruchreif erklärt.
Im 18. Jahrhundert verlor St-Hilarian de Perse seinen Status als Pfarrkirche. 1862 wurde das Bauwerk in die Liste der klassifizierten Monuments historiques aufgenommen.
1902 wurde die Kirche unter Leitung des Architekten Henri Laffillée restauriert, wobei das Mauerwerk Vorrang hatte. Dem vorgelegten Projektplan wurde am 4. Juli 1902 zugestimmt. Laffillée berichtete von den Malereien auf den Putzschichten. Diese sind nur auf den Gewölben der Querschiffarme erhalten geblieben. Der Architekt Dufour hat 1957 weitere Putzschichten mit bemalten Dekors entfernt.

## Architektur des Gebäudes

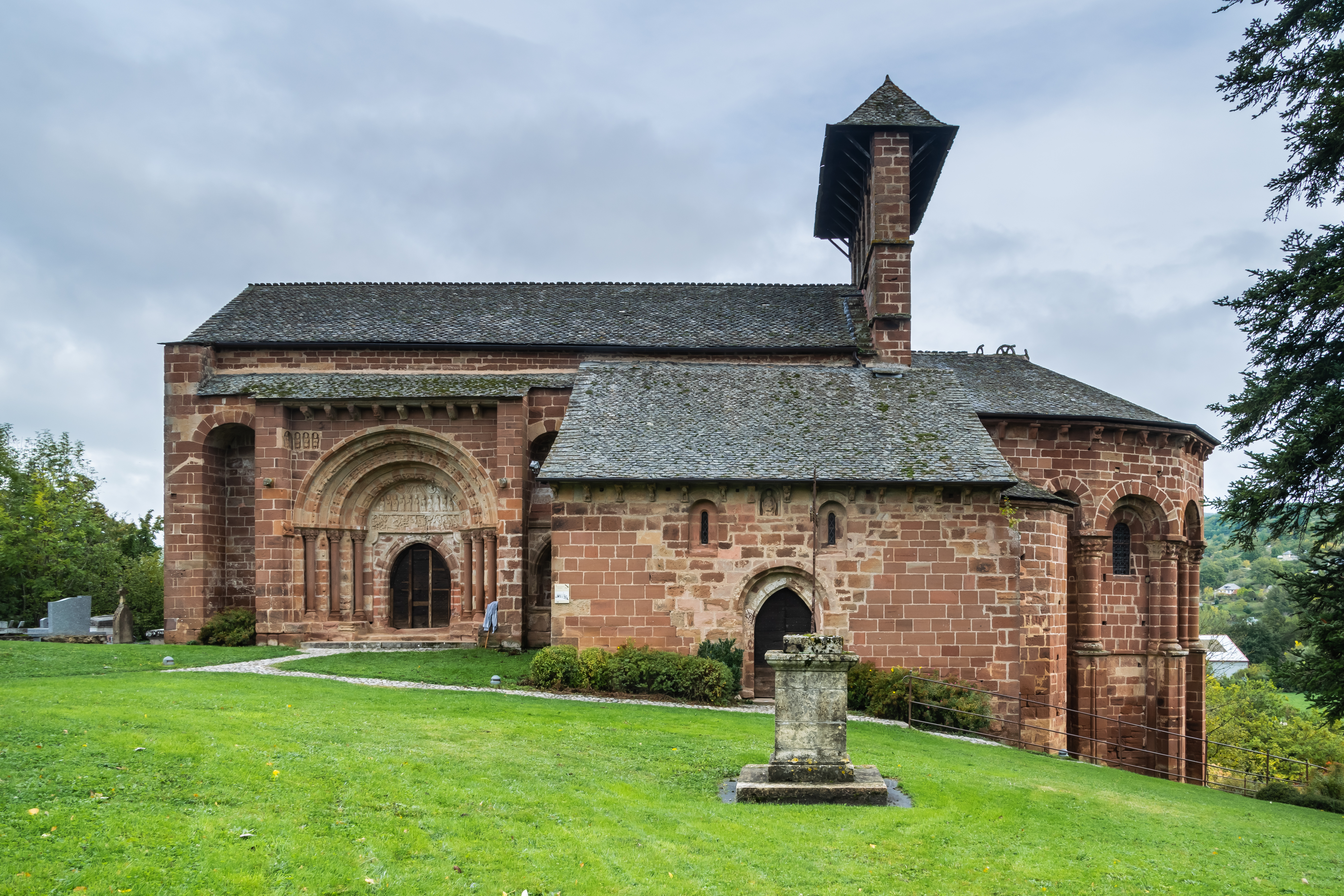
St-Hilarian de Perse von Süden gesehen

### Innenraum
Die in der nordöstlichen Ecke des umgebenden Friedhofs gelegene Kirche besteht aus einem dreijochigen Langhaus mit einem einzigen Schiff und einem Querschiff, dessen Arme mit einem deutlich niedrigeren Gewölbe versehen sind als das Hauptschiff. Der Chor mit einem Joch endet in einer polygonalen Apsis. Er wird von zwei Apsidiolen flankiert, die sich zum Querschiff hin öffnen und schmale Verbindungen zum Chor haben. Die ersten beiden Joche des Schiffs werden nördlich von zwei deutlich jüngeren Seitenkapellen flankiert. In einer findet sich eine Datierung vom 10. April 1471. Zwei Portale an der Südseite gewähren Zugang zur Kirche, eines im zweiten Joch des Langhauses, das andere am Ende der Querschiffs.
Der Chor ist vom Kirchenschiff durch einen Triumphbogen getrennt, der auf zwei Säulen ruht, und mit einer vollkommenen Tonne überwölbt. Die fünf Wände der Apsis sind in ihrem oberen Teil mit fünf Bögen verziert, die auf Säulchen ruhen. Dabei wechseln drei von Fensteröffnungen durchbrochene Bögen sich mit zwei Blindbögen ab. Eine mit drei Reihen liegender Zylinder verzierte Schrägkante bildet den Abakus der Kapitelle, auf denen sowohl der Triumphbogen als auch der Gurtbogen des Chorjochs ruhen. Diese Schrägkante unterstreicht den Beginn des Apsisgewölbes in Form einer Vierteltonne, die mit vier dicken Rippen verziert ist, die an der Basis ein rechtwinkliges Profil haben und sich dann abrunden. Sie laufen auf eine Art flachen, halbkreisförmigen Gewölbeschlussstein zu, der eine Ebene mit dem Gurtbogen bildet. Dieser Gewölbetyp ist in der Gegend des Aveyron nicht selten; man findet ein weiteres Beispiel in der nahe gelegenen Kirche von Coubisou.
Vor dem Chor, dessen Zugangsbogen mit einem Tympanon versehen ist, das im oberen Teil von einem kleinen Rundfenster durchbrochen wird, wird das Viereck des Querschiffs von einem leicht gebrochenen Tonnengewölbe bedeckt. In einer bemerkenswerten Anordnung wird der Zugang in jeden Querarm durch zwei Arkaden gebildet, die durch jeweils eine dicke Säule getrennt sind. Diese Teilung setzt sich im Inneren des Querarms fort, der durch eine zweite, ähnliche Säule in der Mitte in zwei Schiffe mit je zwei Jochen unterteilt ist, die die Auflagen der Gurtbögen tragen. Die Joche sind mit kleinen Kreuzgewölben versehen, die von zwei großen, massiven Rippen getragen werden, die sich in der Mitte durchdringen. Das Erscheinungsbild dieser Bögen wirkt so ungeschickt, dass es sicher erscheint, dass diese Gewölbe nachträglich eingebaut wurden. Dem unbekannten Baumeister scheint es zu wagemutig gewesen zu sein, die großen Querarme als Ganzes einzuwölben und ihre Unterteilung zum Zweck der Überwölbung schien ihm günstiger. In jedem Querarm gibt es eine Absidiole, die mit einer Vierteltonne überwölbt ist und von einem rechteckigen Fenster erleuchtet wird, das von Säulchen eingerahmt ist. Die östlichen Mauern der Querarme und der Absidiolen sind die ältesten der Kirche und datieren vom Ende des 11. Jahrhunderts. In den nördlichen Querarm wurden im 15. Jahrhundert zwei zusätzliche Fensteröffnungen geschlagen.

### Kapitelle und Malereien
Die Kapitelle, welche mit Ornamenten versehen sind, finden sich alle in dem Teil des Gebäudes, der ins 11. Jahrhundert datiert. Hier sieht man u. a. einen Ritter, der eine Bestie verfolgt, die auf einer anderen Seite des Kapitells gefangen wird, kämpfende Soldaten zu Fuß und zu Pferd, Christus in einer Mandorla umgeben von Engeln und Aposteln oder zwei Vögel, die aus einem Pokal trinken. Analoge Kapitelle in diesem Stil finden sich in der Abteikirche von Conques und in St-Sernin in Toulouse. Die jüngeren Kapitelle des 12. Jahrhunderts sind mit Blattwerk und Menschenköpfen verziert.
Die Malereien, die man in der Chapelle de Perse findet, bestehen in einer Ansammlung verschiedener Ornamente in Gelb-, Rot- und Blautönen, Kreisen, Perlen, Zöpfen, Flechtwerken und rankendem Blattwerk, die hauptsächlich die Teile des Querschiffs auskleiden. Sie stammen aus dem 16. Jahrhundert.

### Außendekor
Das Gebäude befindet sich etwa 15 Meter oberhalb der Flussterrasse, die sich entlang des Lot und seines Zuflusses, des Bachs von Perse erstreckt. Sie ist aus Sandstein erbaut. Das romanische Portal im Südwesten bietet Zugang zum Hauptschiff, über dem Triumphbogen zwischen Querschiff und Chor erhebt sich ein Glockengiebel mit vier Glockenfenstern, in denen aber nur eine einzige Glocke erhalten blieb. Das südliche Querschiff öffnet sich mit einem zweiten, gotischen Portal nach außen. Das Chorhaupt wird von einer polygonalen Apsis gebildet, die durch Säulen verstärkt und durch gemeißelte Kragsteine bereichert wird. Zwischen dem Südwestportal und dem südlichen Querschiff befindet sich eine Grabnische aus dem 13. Jahrhundert.

### Das romanische Südwestportal
Das Portal wird von einem kleinen Vordach geschützt, das von einer Reihe von Kragsteinen und zwei Strebepfeilern gestützt wird. Zu beiden Seiten des Portals stützen drei abgestufte Säulen die drei Gewölbebögen einer Archivolte, deren Tympanon und Sturz einen bemerkenswerten Skulpturenschmuck aufweisen. Links oberhalb des Portals ist eine Personengruppe in Hochreliefs zusehen: Die Heiligen Drei Könige stehen Seite an Seite in Anbetung vor dem Jesuskind, das auf den Knien einer thronenden Madonna ihnen gegenübergestellt ist.
Am äußeren Gewölbebogen sind drei Figuren herausgearbeitet, die Erzengel Gabriel und Raphael, die an den Namen zu identifizieren sind, die in die offenen Bücher, die sie halten, eingraviert sind, und ein gekrönter Mann, in dem man den Stifter, Baron Hugues II. de Calmont, zu erkennen glaubt. Die innere Seite der Archivolte ist mit elf Engeln geschmückt, die sitzend oder stehend den himmlischen Hofstaat bilden und jeweils ein offenes Buch tragen.
Die obere Partie des Tympanons stellt das Pfingstereignis dar: die Dreifaltigkeit wird durch drei kronenartige Kreise dargestellt, aus denen Flammenzungen und in der Mitte eine Taube ausgehen. Auf beiden Seiten personifiziert eine Büste in einem runden Medaillon links die Sonne und rechts den Mond. Darunter empfängt die Jungfrau Maria, umgeben von zehn Aposteln den Heiligen Geist. Auf dem monolithischen Sturz ist das Jüngste Gericht dargestellt. In der Mitte erhebt sich ein menschlicher Kopf aus einem Sarkophag, über dem die Seelenwaage dargestellt ist. Die rechte Seite stellt das Paradies dar: ein Engel führt ein Kind dem Himmel entgegen. Ein weiterer Engel steht als Trennung zwischen dieser Szene und einer Christusfigur in einer Mandorla, der von den geflügelten Wesen der Tetramorphen umgeben ist: Der Adler für Johannes, der Stier für Lukas, der geflügelte Mensch für Matthäus und der Löwe für Markus. Auf der rechten Seite ist die Hölle abgebildet : eine Schlange windet sich um die Beine Satans, der von vier Dämonen begleitet wird, die wie eine Parodie auf die Evangelistensymbole wirken. Das riesige Maul des Leviathan ist dabei, einen Menschen mit dem Kopf voran zu verschlingen. Ein anderer Dämon versucht den Sarkophag zu sich her zu ziehen und tippt dabei mit einem Finger auf die Waagschale der Seelenwage, um sie auf die Höllenseite ausschlagen zu lassen. Ähnlich wie auch bei den Kapitellen im Innenraum sind auch beim Tympanon starke Ähnlichkeiten mit Saint-Sernin in Toulouse zu bemerken.

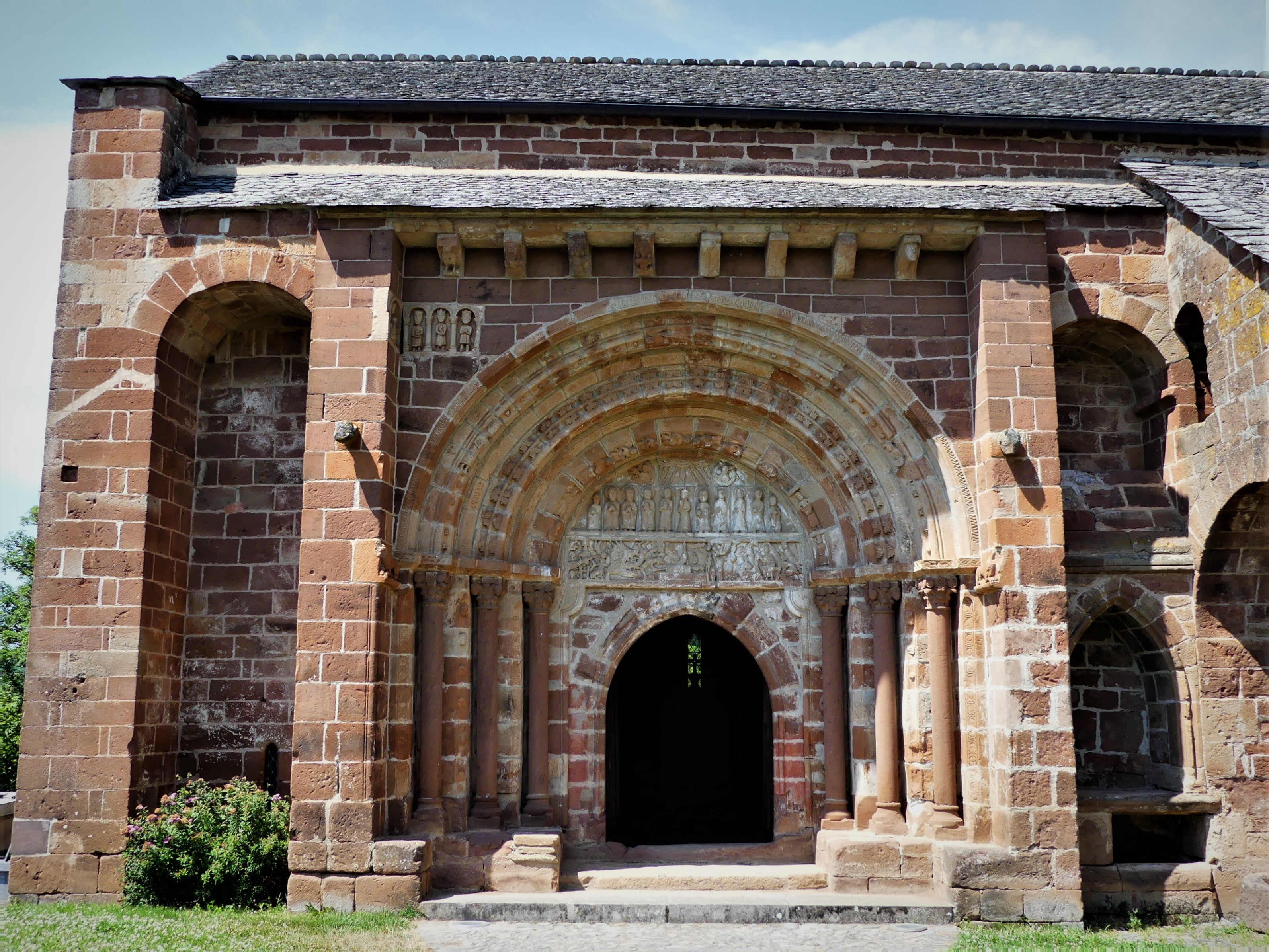
Das Südwestportal
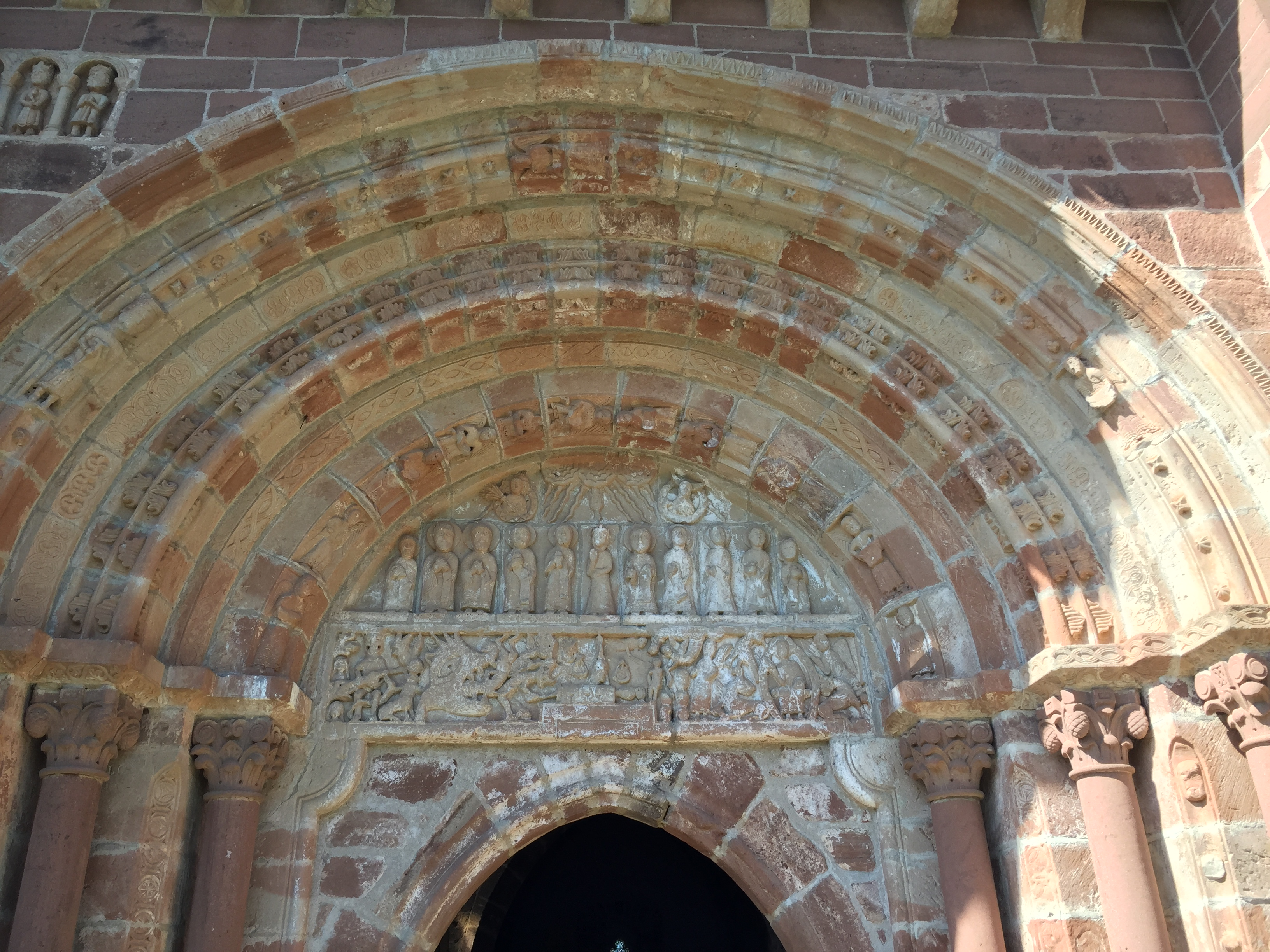
Archivolte, Tympanon und Türsturz
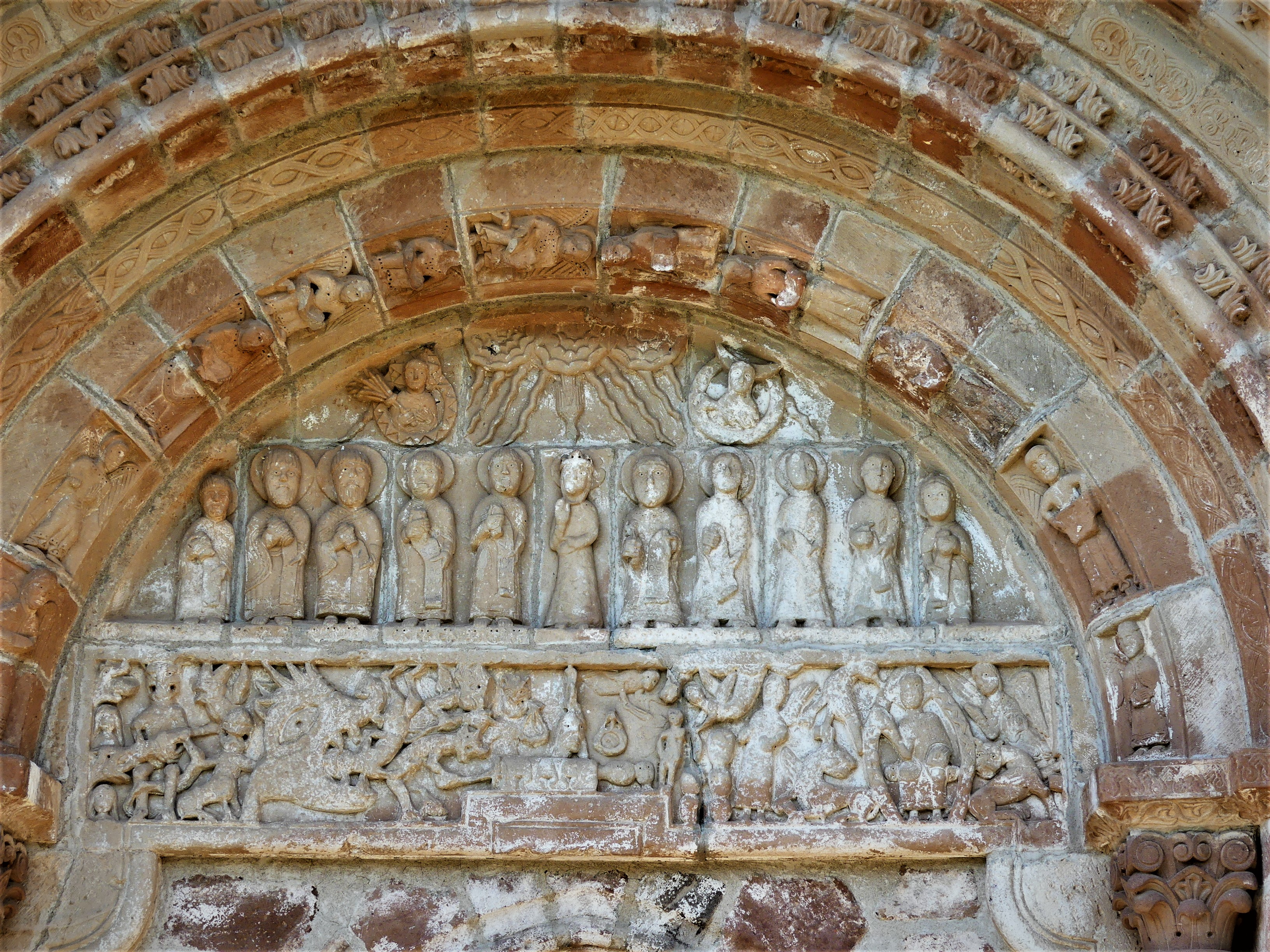
Tympanon mit Pfingstwunder und Jüngstem Gericht
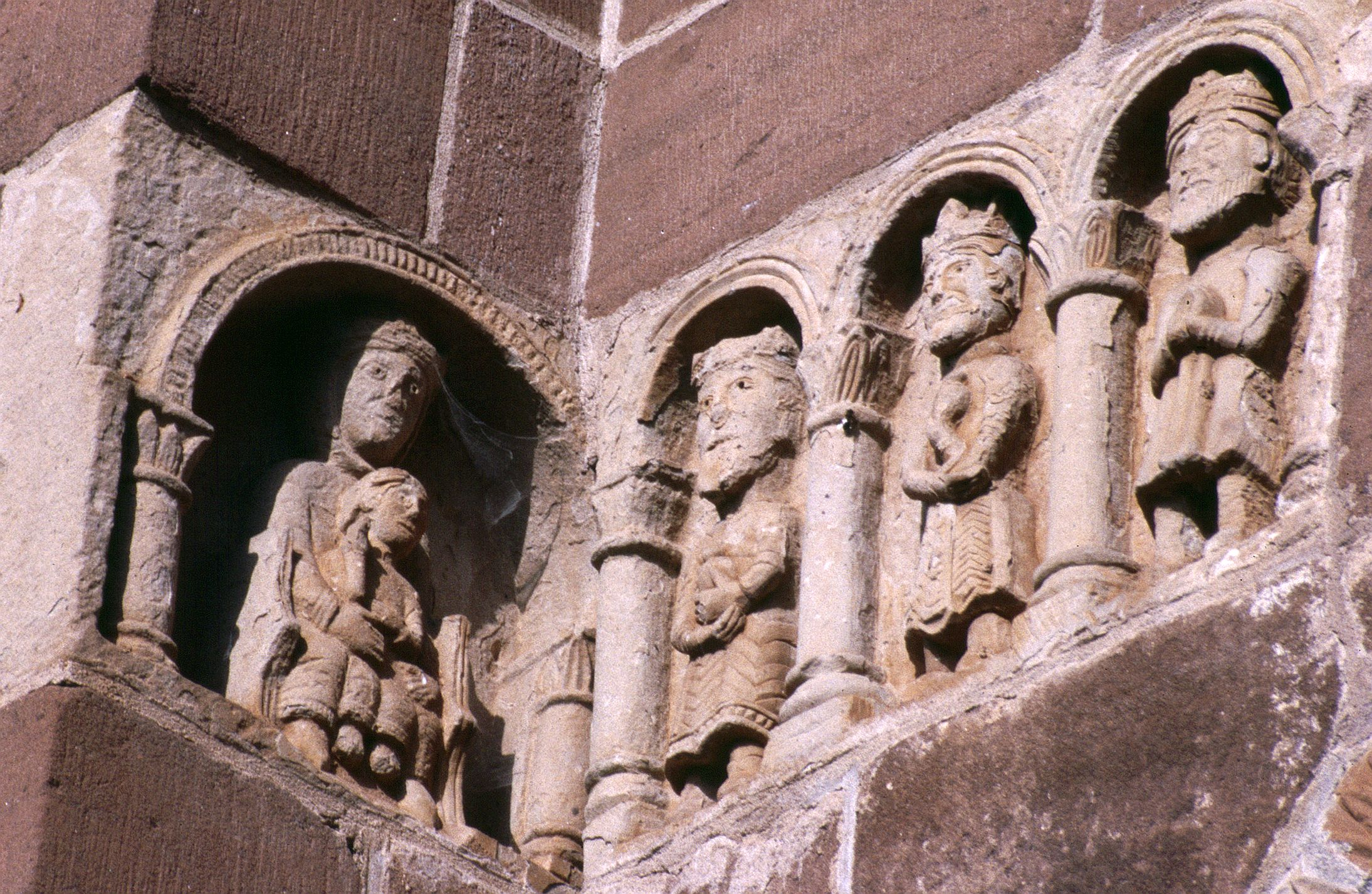
Die Hl. Drei Könige links oberhalb des Portals.
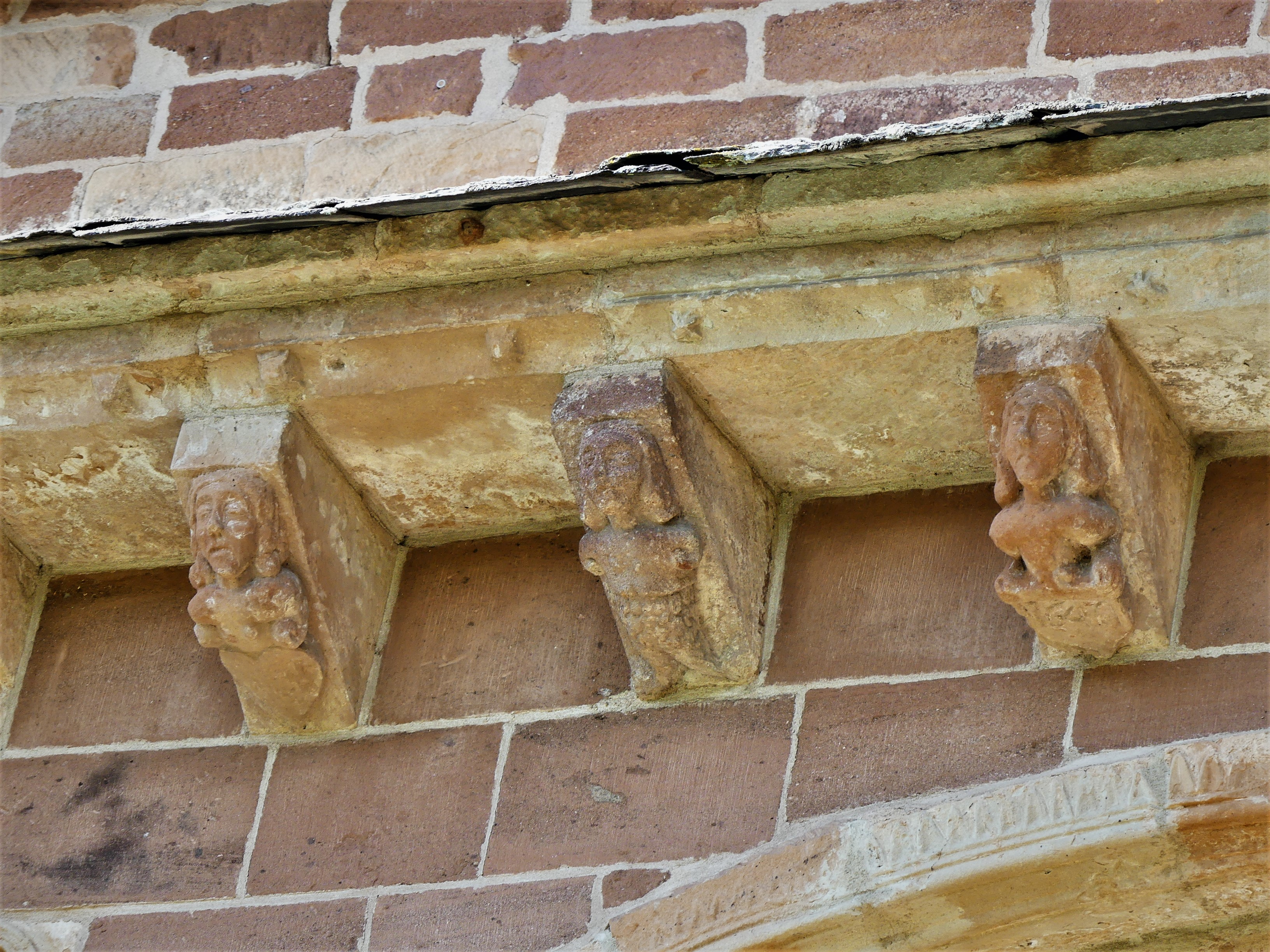
Kragsteine über dem Portal
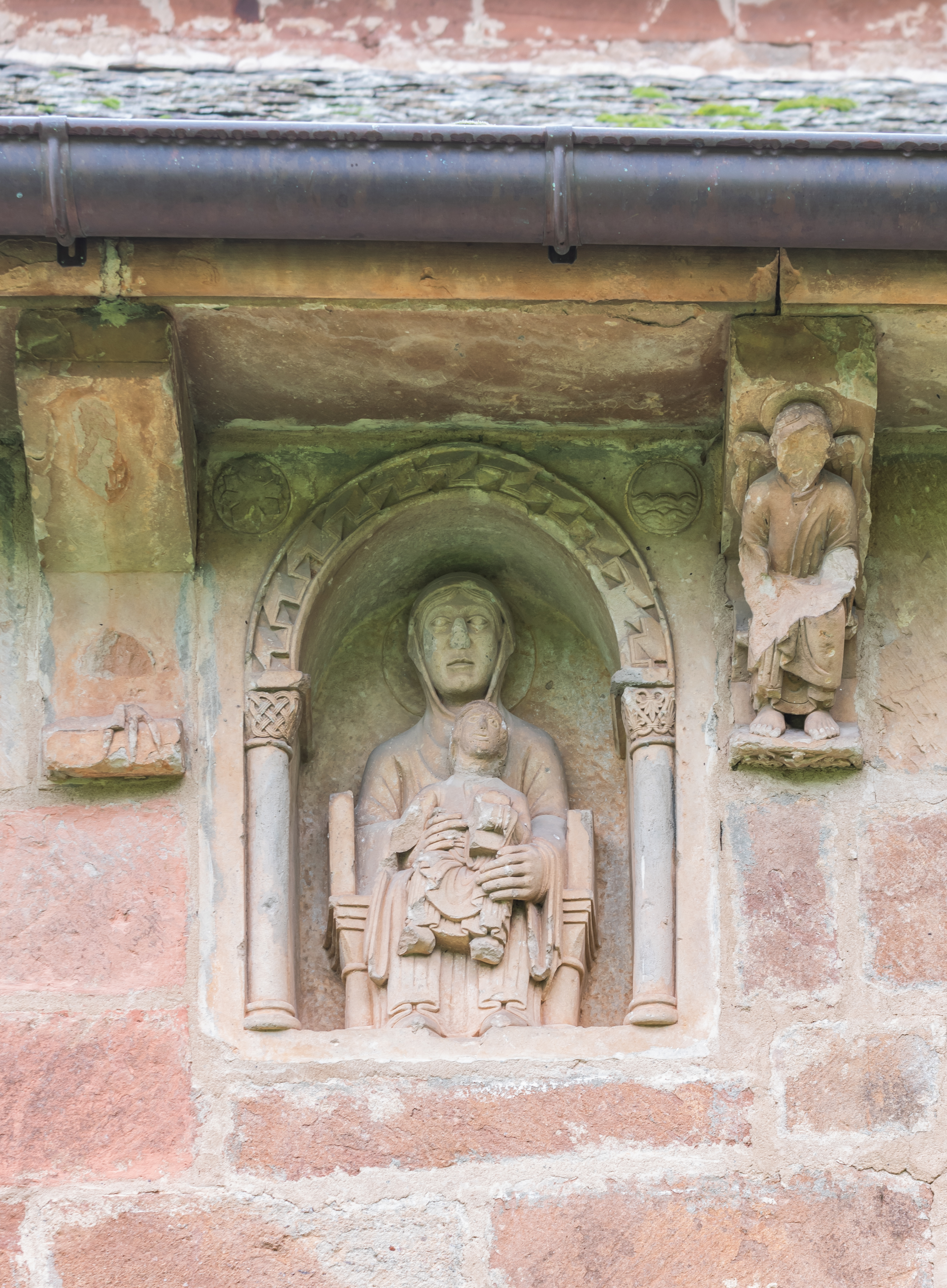
Thronende Madonna über dem Südostportal

### Das gotische Südostportal
Über dem schlichten gotischen Portal ist eine schöne thronende Madonna, die das Jesuskind auf ihren Knien hält, in einen Bogen eingebettet, der mit einem perspektivischen Mäander verziert ist. Der Bogen ruht auf zwei Säulchen, deren Kapitelle mit ineinander verschlungenen Bändern verziert sind. Aus den vier Kragsteinen beiderseits des Portals sind ebenfalls die Evangelistensymbole herausgearbeitet.

## Ausstattung
Unter den Kunstobjekten, die die Kirche beherbergt, sticht eine steinerne Skulptur des 12. Jahrhunderts hervor, die eine sitzende Madonna mit Kind darstellt, die am 5. Dezember 1908 als eigenständiges Monument historique klassifiziert wurde.

## Galerie

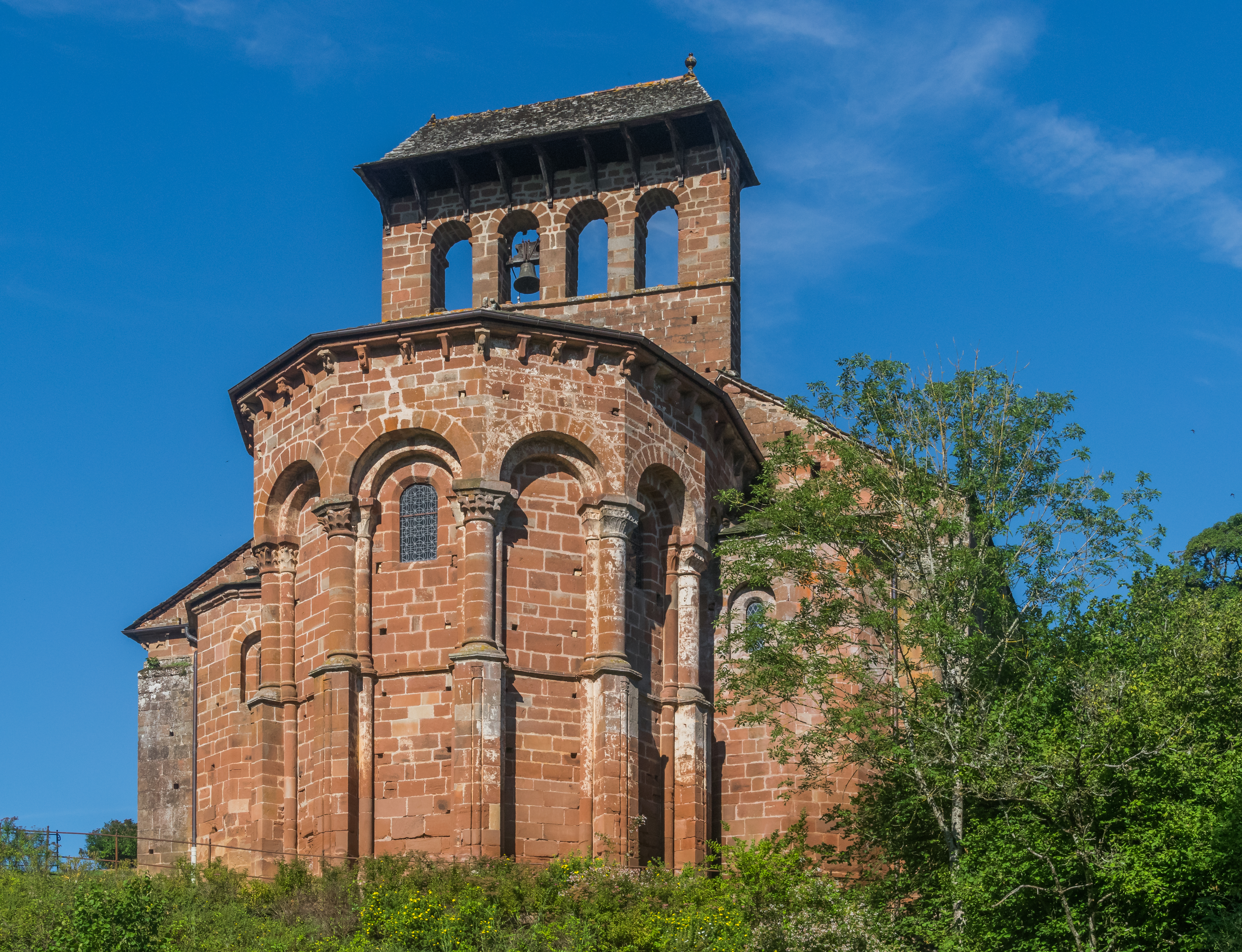
Chorhaupt und Glockengiebel
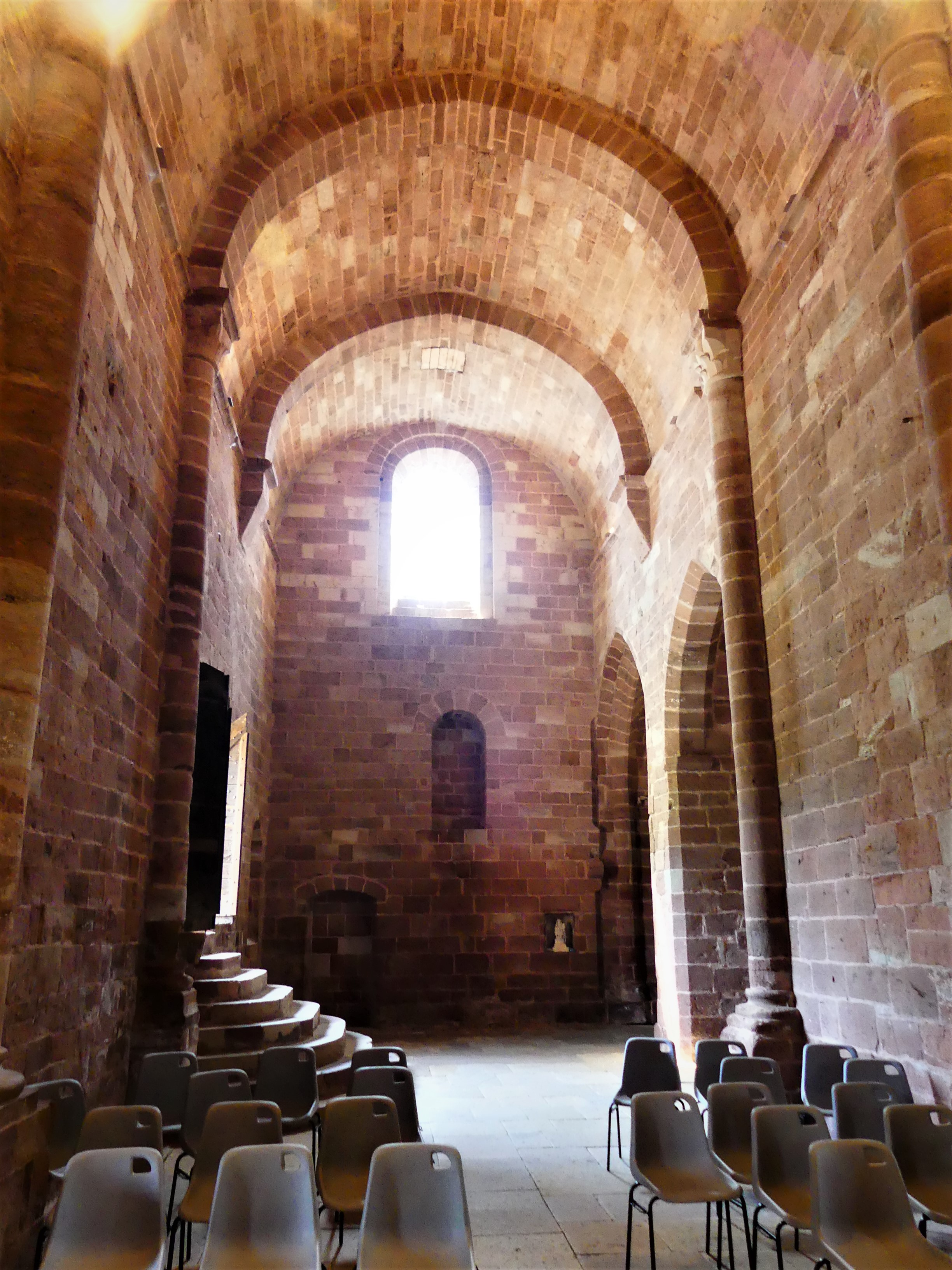
Langhaus und Treppe zum Südwestportal
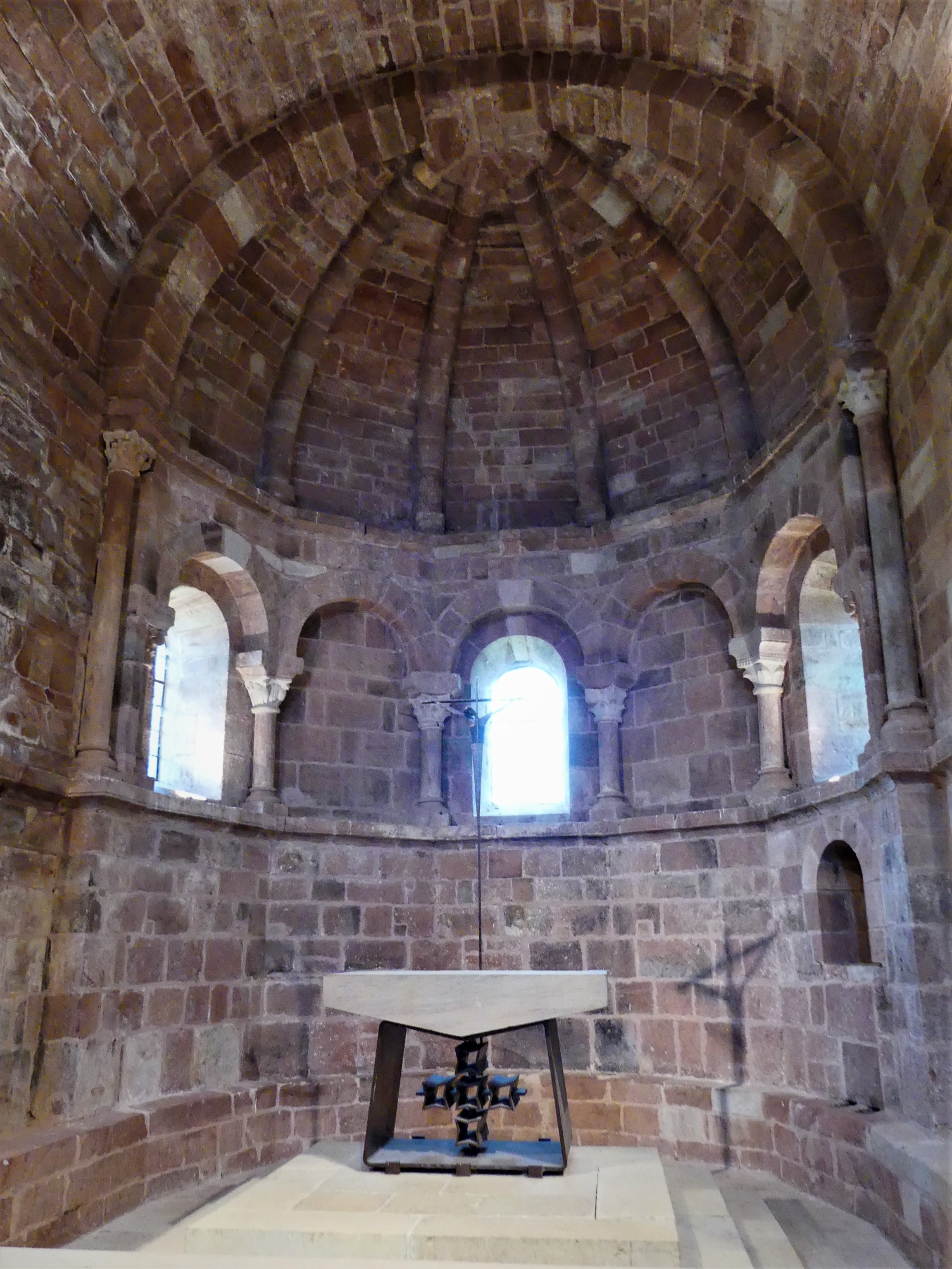
Chor und Apsisgewölbe
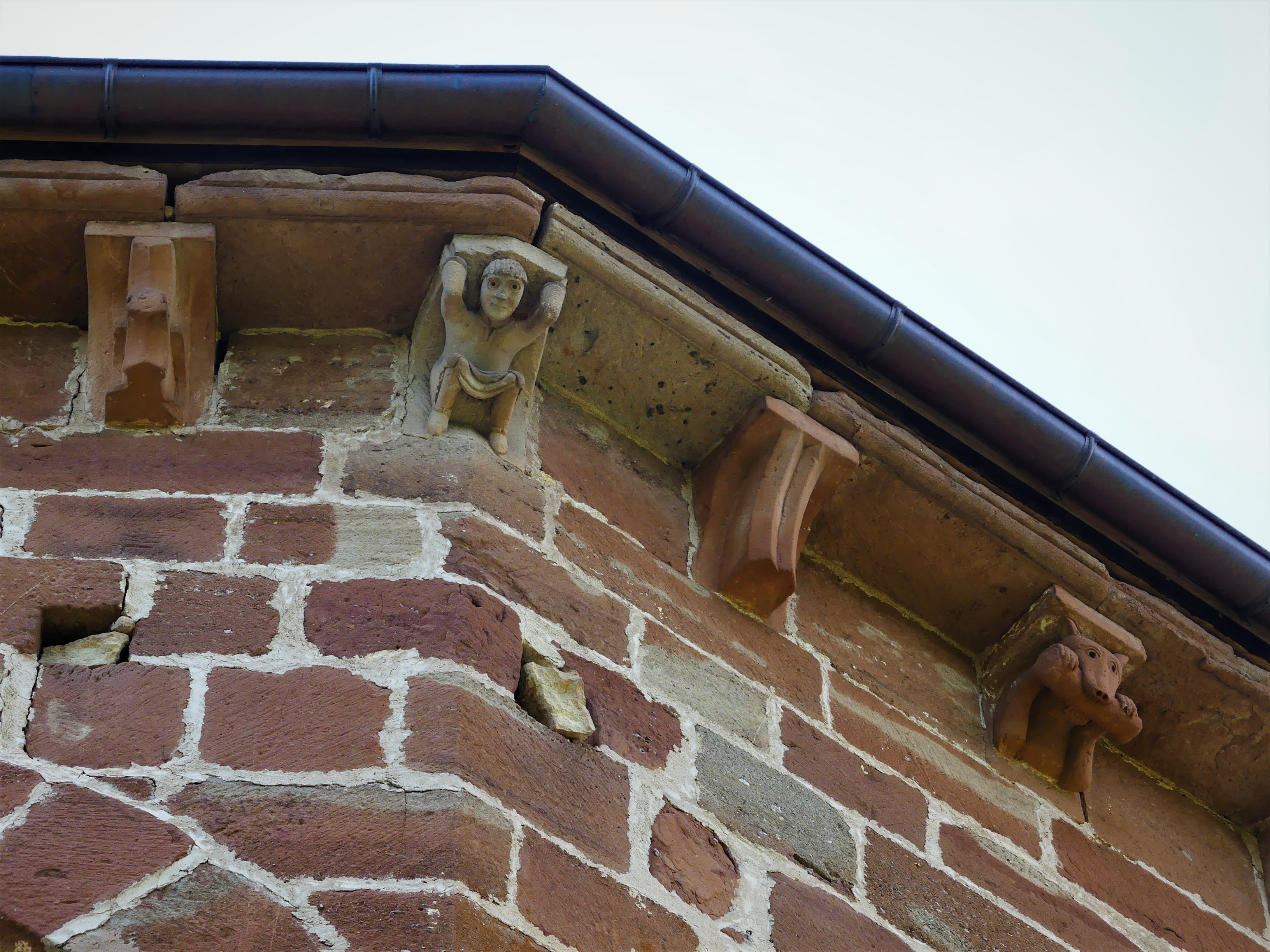
Kragsteine
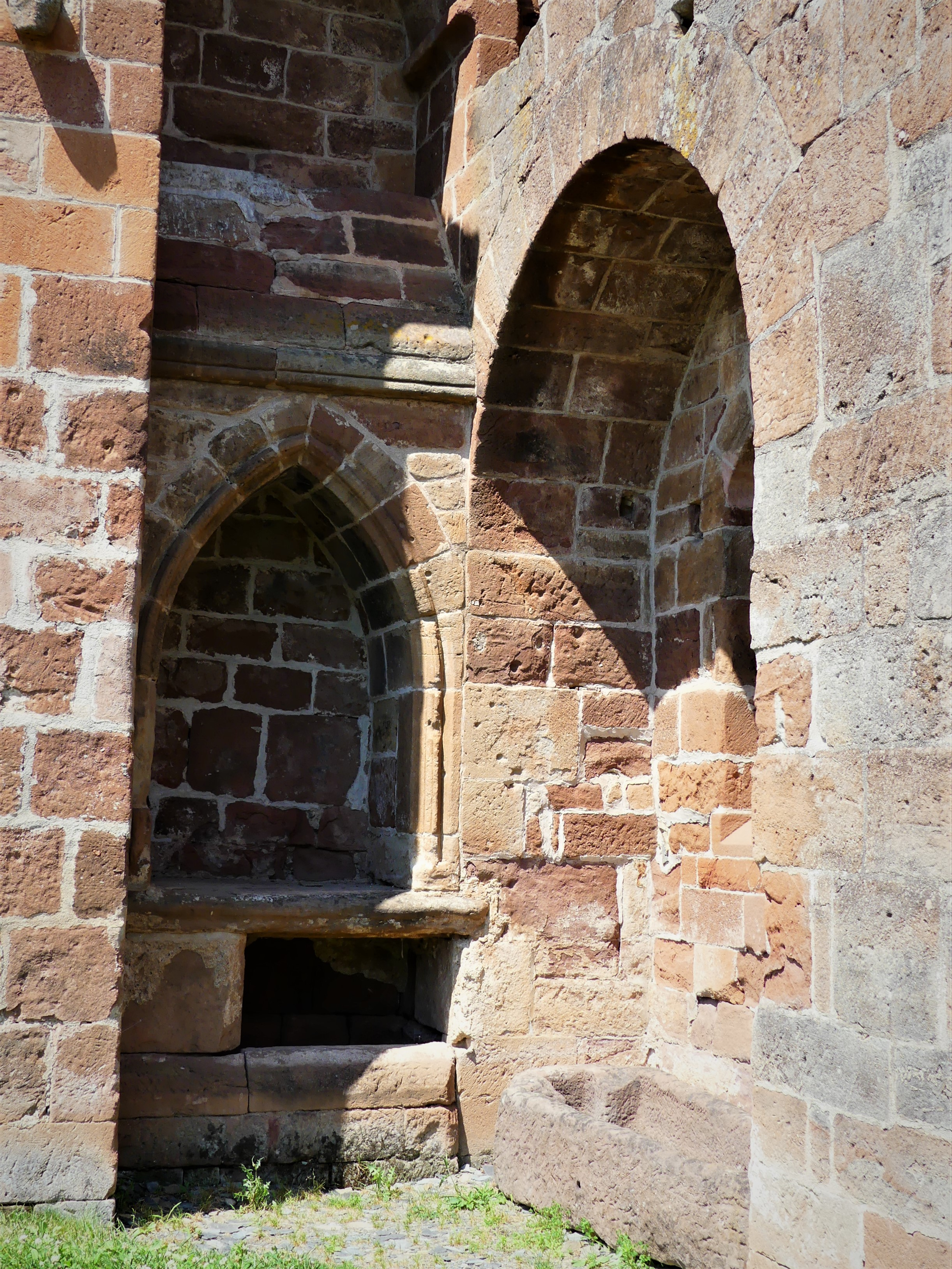
Zwei Grabnischen in der Außenmauer
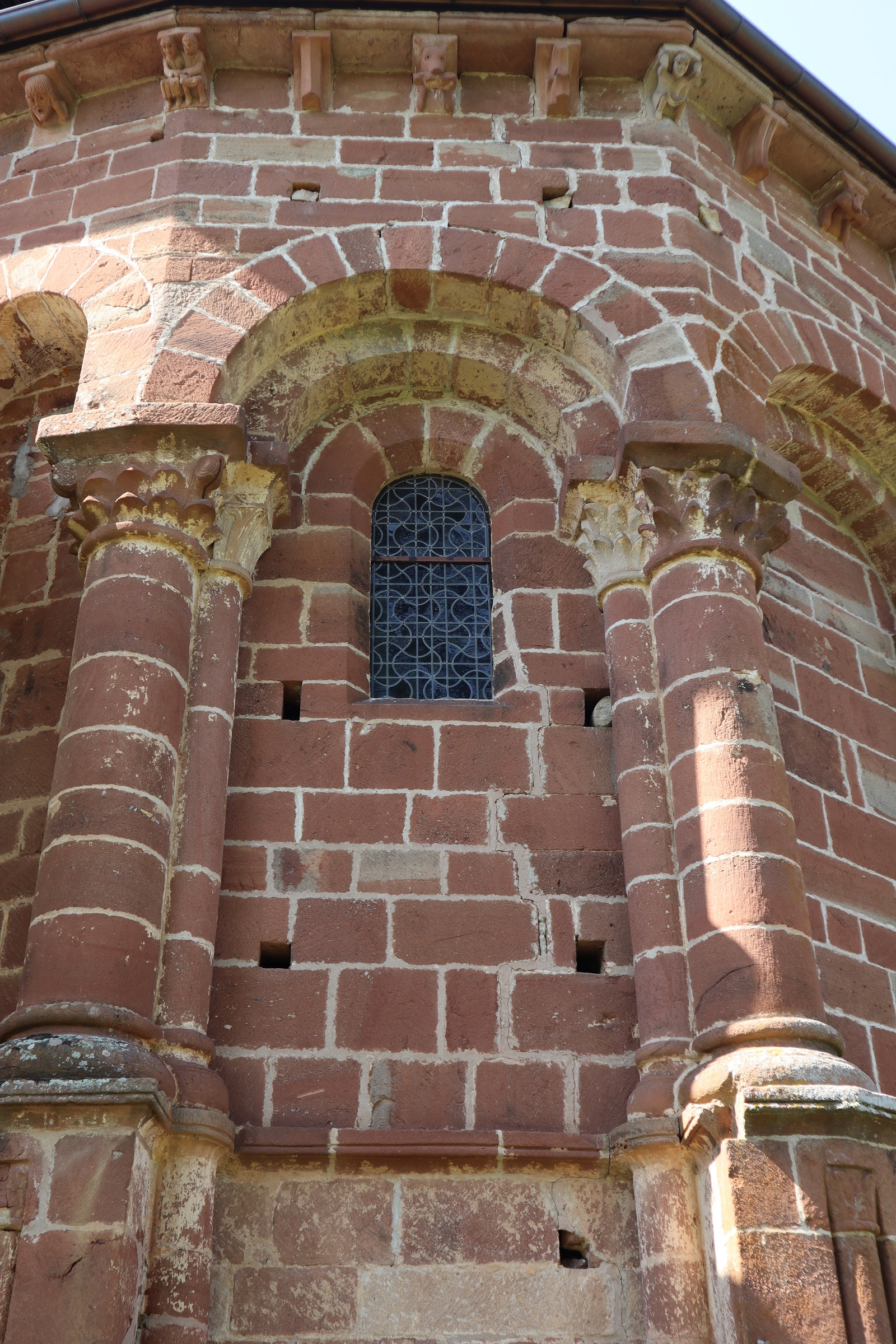
Detail des Chorhaupts